# سانتياغو ألفاريز غوميز
سانتياغو ألفاريز غوميز (بالإسبانية: Santiago Álvarez Gómez)‏ هو سياسي إسباني، ولد في 11 فبراير 1913 في إسبانيا، وتوفي في 29 أبريل 2002 في مدريد في إسبانيا. حزبياً، نشط في الحزب الشيوعي الإسباني.